# Oberschlierbach
Oberschlierbach – gmina w Austrii, w kraju związkowym Górna Austria, w powiecie Kirchdorf an der Krems. Liczy 482 mieszkańców.